# Fedeltà (serie televisiva)
Fedeltà è una miniserie televisiva drammatica romantica italiana basata sul romanzo Fedeltà di Marco Missiroli. È stata rilasciata su Netflix il 14 febbraio 2022.

## Episodi
| Stagione       | Episodi | Pubblicazione Italia |
| -------------- | ------- | -------------------- |
| Prima stagione | 6       | 2022                 |

## Distribuzione
Il primo trailer è stato pubblicato il 21 dicembre 2021.
La prima stagione, composta da 6 episodi, è stata distribuita il 14 febbraio 2022 sulla piattaforma Netflix.

## Colonna sonora
Il brano inedito Verosimile, interpretato da Arisa, è parte della colonna sonora.